# St. Louis Open 1975
Il St. Louis Open 1975  è stato un torneo di tennis giocato sulla terra rossa. È stata la 6ª edizione del St. Louis Open, che fa parte del World Championship Tennis 1975. Si è giocato a St. Louis negli Stati Uniti, dal 7 al 13 aprile 1975.

## Campioni

### Singolare
Vitas Gerulaitis ha battuto in finale  Roscoe Tanner con il punteggio di 2–6, 6–2, 6–3

### Doppio
Colin Dibley /  Ray Ruffels hanno battuto in finale  Ross Case /  Geoff Masters con il punteggio di 6–4, 6–4